# دفتر مرگ (فیلم ۲۰۱۷)
دفتر مرگ (به انگلیسی: Death Note) فیلمی آمریکایی در ژانر دلهره‌آور روان‌شناختی به کارگردانی آدام وینگارد و نویسندگی جرمی اسلتر است که اقتباسی از مجموعه مانگایی ژاپنی به همین نام از تسوگومی اوبا (نویسنده) و تاکشی اوباتا (طراح) است. در این فیلم بازیگرانی همچون نات وولف، مارگارت کوالی، کیت استنفیلد، پال ناکائوچی، شیا ویگهام و ویلم دفو ایفای نقش می‌کنند. دفتر مرگ در ۲۵ اوت ۲۰۱۷ در نتفلیکس منتشر شد.

## داستان
دفتری از آسمان روی زمین می‌افتد پسری به نام لایت ترنر آن را برمی‌دارد او با خواندن دفترچه متوجه می‌شود که نام هرکس را در دفتر بنویسد خواهد مرد. او حتی این توانایی را دارد تا نحوه مرگ فرد را مشخص کند و همچنین ۴۸ ساعت پیش از مرگ فردی که نامش را در دفتر نوشته را کنترل کند و در اختیار بگیرد. همچنین پدر لایت یک پلیس است.
دستورها و نوشته‌های او در دفترچه توسط هیولایی به نام ریوک اجرا می‌شود او ابتدا نام یکی از دانش آموزان مدرسه را که او و دیگران را مورد آزار قرار می‌داد را در دفتر می‌نویسد و سپس نام قاتل مادرش را وارد می‌کند آن‌ها همان‌طور که او خواسته بود کشته می‌شوند.
او تصمیم می‌گیرد تا نام جنایتکاران را در آن بنویسد و نام مستعار کیرا را برای خود انتخاب می‌کند او همچنین این راز را به دوست دخترش هم می‌گوید. پس از مدتی یک کارآگاه خصوصی به نام اِل به او مشکوک می‌شود همچنین گروهی از پلیس‌ها که این پرونده را پیگیری می‌کردند خودکشی می‌کنند اما این دستور لایت نبوده است، او فکر می‌کند ریوک این کار را کرده و با او مشاجره می‌کند بعد از این که پدرش در تلویزیون کیرا را تهدید می‌کند و کشته نمی‌شود ال در این باره که کیرا همان لایت است مطمئن می‌شود لایت تصمیم می‌گیرد نام واتاری دستیار ال را در دفتر بنویسد تا نام ال را از او بپرسد و واتاری را در اختیار بگیرد (چون تا نام دقیق ال را نداند نمی‌تواند فرمان مرگش را صادر کند) و پس از آن برای کشته نشدن واتاری ورقی که نام واتاری در آن است رابسوزاند. لایت نام واتاری را در دفتر می‌نویسد و کنترل او را به دست می‌گیرد. او از واتاری نام واقعی ال را می‌پرسد اما واتاری می‌گوید ال را ازکودکی از محلی که کودکان را برای کارآگاهی پرورش می‌دهند گرفته و او هم نام او را نمی‌داند پس لایت از او می‌خواهد به همان محل رفته تا نام ال را بفهمد. ال که از مفقود شدن دستیارش واتاری عصبانی است و برای بازرسی به خانه آن‌ها می‌رود اما در جستجوی خانه دفتر را پیدا نمی‌کنند چون میا که دوست دختر لایت است دفترچه را برمی‌دارد.
میا با لایت در جشن مدرسه قرار می‌گذارد تا دفتر را به او بدهد در همان زمان واتاری به محل می‌رسد اما موفق به خواندن نام ال نمی‌شود و کشته می‌شود لایت هرچه تلاش می‌کند ورقی که نام واتاری را در آن نوشته نمی‌بیند و می‌فهمد میا آن ورق را کنده تا واتاری بمیرد وقتی با میا صحبت می‌کند متوجه می‌شود نام آن پلیس‌ها را هم میا در دفتر وارد کرده است و حالا نام خود لایت را هم در آن نوشته است لایت تصمیم می‌گیرد تا از میا انتقام بگیرد نام او را در دفتر می‌نویسد و می‌خواهد تا به چرخ و فلک بیاید.
در چرخ و فلک میا و لایت همدیگر را می‌بینند میا دفتر را از دست لایت می‌گیرد و از چرخ و فلک به پایین پرتاب می‌شود و کشته می‌شود لایت هم به پایین پرتاب می‌شود و توسط یک دکتر نجات می‌یابد اما دو روز به کما می‌رود اما مرگ‌ها ادامه پیدا می‌کند و پلیس ال را مقصر تحقیقات غلط می‌داند و به این قطعیت می‌رسد که قتل‌ها کار لایت نبوده است.
بعد از مدتی لایت به هوش می‌آید و تمام ماجرا را برای پدرش تعریف می‌کند و می‌گوید فرمان قتل‌های ۲ روز اخیر را هم او در دفتر نوشته و آن دکتر هم آدم بدی بوده که بعد از نجات جان لایت خودکشی کرده اما ال که به خانه میا رفته ورقی از دفتر را پیدا می‌کند و نامی را روی آن می‌نویسد که نشان نمی‌دهد نام کیست احتمالاً داشت نام بابت را می‌نوشت ودر آخر ریوک پشت پنجره بیمارستان نشسته و به لایت می‌گوید از کار شما آدم‌ها تعجب می‌کنم و فیلم پایان می‌پذیرد.

## بازیگران
- نات وولف در نقش لایت ترنر / کیرا
- مارگارت کوالی در نقش میا ساتون
- کیت استنفیلد در نقش ال
- پال ناکائوچی در نقش واتاری
- شیا ویگهام در نقش جیمز ترنر
- ویلم دفو صداپیشهٔ شخصیت ریوک[۳]